# Zalesie (gromada w powiecie ostrołęckim)
Zalesie – dawna gromada, czyli najmniejsza jednostka podziału terytorialnego Polskiej Rzeczypospolitej Ludowej w latach 1954–1972.
Gromady, z gromadzkimi radami narodowymi (GRN) jako organami władzy najniższego stopnia na wsi, funkcjonowały od reformy reorganizującej administrację wiejską przeprowadzonej jesienią 1954 do momentu ich zniesienia z dniem 1 stycznia 1973, tym samym wypierając organizację gminną w latach 1954–1972.
Gromadę Zalesie z siedzibą GRN w Zalesiu utworzono – jako jedną z 8759 gromad na obszarze Polski – w powiecie ostrołęckim w woj. warszawskim, na mocy uchwały nr VI/10/10/54 WRN w Warszawie z dnia 5 października 1954. W skład jednostki weszły obszary dotychczasowych gromad Białusny Lasek, Charciabałda(), Zalesie i Zdunek ze zniesionej gminy Myszyniec oraz obszar dotychczasowej gromady Olszyny ze zniesionej gminy Czarnia w tymże powiecie. Dla gromady ustalono 20 członków gromadzkiej rady narodowej.
29 lutego 1956 z gromady Zalesie wyłączono wieś Olszyny włączając ją do gromady Zawady w tymże powiecie.
31 grudnia 1959 z gromady Zalesie wyłączono wsie Białusny Lasek, Charciabałda i Zdunek, włączając je do gromady Myszyniec w tymże powiecie, po czym gromadę Zalesie zniesiono a jej (pozostały) obszar włączono do gromady Wach tamże.